# Expedition 44
Expedition 44 è stata la 44ª missione di lunga durata verso la Stazione spaziale internazionale.

## Equipaggio
| Ruolo               | Giugno 2015                               | Luglio – Settembre 2015                   |
| ------------------- | ----------------------------------------- | ----------------------------------------- |
| Comandante          | Gennadij Padalka, Roscosmos Quinto volo   | Gennadij Padalka, Roscosmos Quinto volo   |
| Ingegnere di volo 1 | Michail Kornienko, Roscosmos Secondo volo | Michail Kornienko, Roscosmos Secondo volo |
| Ingegnere di volo 2 | Scott Kelly, NASA Quarto volo             | Scott Kelly, NASA Quarto volo             |
| Ingegnere di volo 3 |                                           | Oleg Kononenko, Roscosmos Terzo volo      |
| Ingegnere di volo 4 |                                           | Kimiya Yui, JAXA Primo volo               |
| Ingegnere di volo 5 |                                           | Kjell Lindgren, NASA Primo volo           |

FonteSpacefacts